# نمازخانه پوغوس مقدس (نیکوزیا)

نمازخانه پوغوس مقدس (ارمنی: Սուրբ Պօղոս؛ انگلیسی: Sourp Boghos chapel, Nicosia) یک نمازخانه (چاپل) متعلق به کلیسای حواری ارمنی اسقف‌نشین قبرس می‌باشد که در نیکوزیا قبرس واقع شده‌است. ساخت و ساز این ساختمان در سال ۱۸۹۲ میلادی به پایان رسید. این بنا به سبک معماری ارمنی طراحی شده‌است.